# لونازولاک
لونازولاک (انگلیسی: Lonazolac) یک داروی ضد التهابی غیر استروئیدی (NSAID) است.